# Ulrika Jörgensen
Anna Ulrika Jörgensen, född 15 mars 1967 i Kirsebergs församling i Malmö, är en svensk politiker (moderat). Hon är ordinarie riksdagsledamot sedan 2018, invald för Hallands läns valkrets.
I riksdagen är hon suppleant i bland annat kulturutskottet och socialutskottet.